# 雷米根

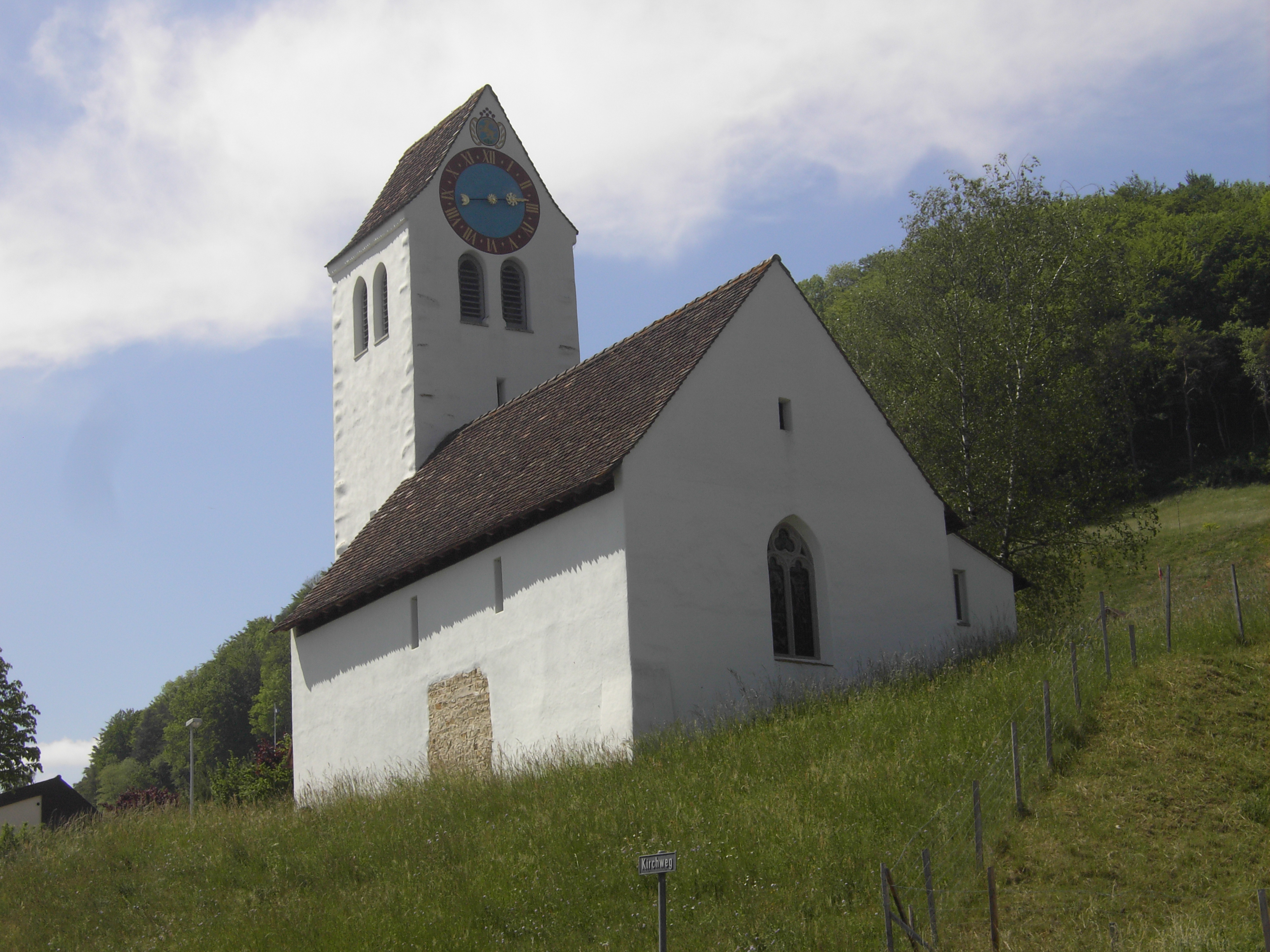

雷米根是瑞士的城鎮，位於該國北部，由阿爾高州負責管轄，面積7.87平方公里，海拔高度394米，2012年人口1,057，六成人口信奉基督教，人口密度每平方公里134人。